# Атаджанов, Хаит
Хаи́т Атаджа́нов (1899 год, село Кенегес, Хивинское ханство — неизвестно, село Кегенес, Ильялинский район, Туркменская ССР) — звеньевой колхоза имени Тельмана Ильялинского района, Туркменская ССР. Герой Социалистического Труда (1950).

## Биография
Родился в 1900 году в крестьянской семье в селе Кегенес, Хивинское ханство (сегодня — этрап имени Гурбансолтан-эдже). Окончил местную начальную школу. Трудился в частном сельском хозяйстве. После начала коллективизации трудился рядовым колхозником в колхозе имени Тельмана Ильялинского района, председателем которого с 1944 года был Джаппар Суханов. С 1940 года — звеньевой хлопководческого звена в этом же колхозе.
В 1949 году звено под его руководством собрало в среднем с каждого гектара по 71,1 центнера хлопка-сырца на участке площадью 7 гектаров. Указом Президиума Верховного Совета СССР от 30 июня 1950 года удостоен звания Героя Социалистического Труда за «получение высокого урожая хлопка на поливных землях» с вручением ордена Ленина и золотой медали «Серп и Молот» (№ 5346).
Этим же Указом званием Героя Социалистического Труда были награждены председатель колхоза Джаппар Суханов, труженики колхоза имени Тельмана председатель Совета урожайности Аллаберген Джуманазаров, бригадиры Козыбай Джуманиязов, Сапа Клычев и звеньевая Огульджан Матчанова.
В 1950 году звено Хаита Атаджанова получило в среднем с каждого гектара по 58,7 центнеров хлопка-сырца на участке площадью 36 гектаров. За эти выдающиеся трудовые результаты был награждён вторым Орденом Ленина.
Проживал в родном селе Кегенес. С 1969 года — персональный пенсионер союзного значения. Дата кончины не установлена.
Награды
- Герой Социалистического Труда
- Орден Ленина — дважды (1950; 30.07.1951)